# Zachód Marusarza

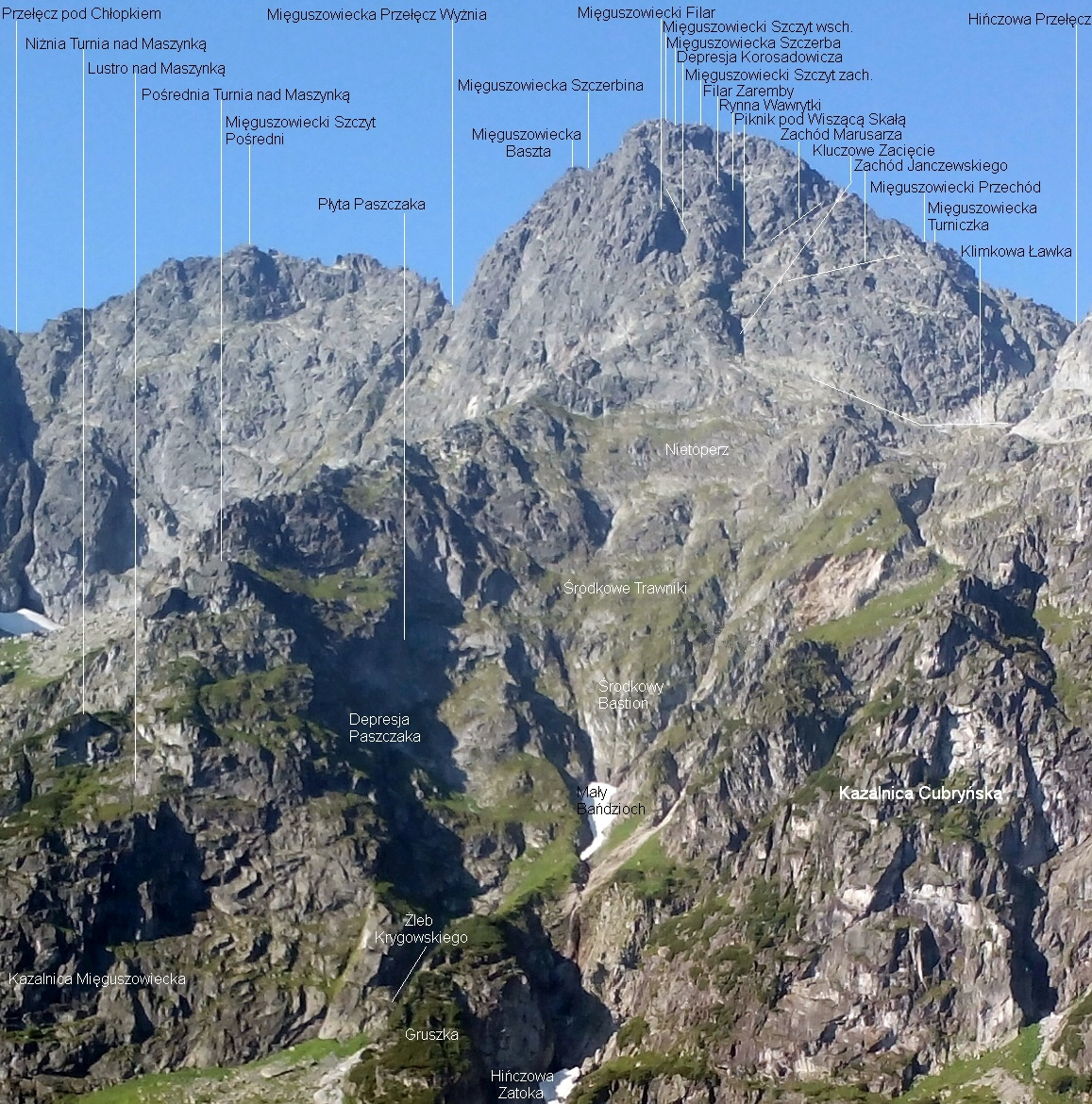
Formacje skalne na północnej ścianie Mięguszowieckiego Szczytu

Zachód Marusarza – formacja skalna w górnej części północnej ściany Mięguszowieckiego Szczytu w polskich Tatrach Wysokich. Odgałęzia się od Zachodu Janczewskiego około 60 m na zachód od ostrza Mięguszowieckiego Filara. Zachód Marusarza jest bardziej stromy, węższy i trudniejszy do przejścia od Zachodu Janczewskiego. Wyprowadza na środkową część grani między Mięguszowieckim Szczytem a Mięguszowiecką Przełęczą Wyżnią. Do jego początkowej części z Mięguszowieckiej Szczerby opada Rynna Wawrytki.
Zachód Marusarza składa się z szeregu półek, rynien, niewielkich zachodów, kominków i żlebków. Prowadzi nim jeden z wariantów drogi wspinaczkowej o nazwie Droga klasyczna (przez taterników zwana także Północną drogą Mięgusza). Jej odcinek prowadzący Zachodem Marusarza ma trudność I, w kilku miejscach II w skali tatrzańskiej. Pierwsze jego przejście (także pierwsze przejście całej drogi): Stanisław Krygowski z przewodnikami Jędrzejem Marusarzem Jarząbkiem i Janem Stopką Ceberniakiem 2 sierpnia 1906 r.
Nazwę Zachód Marusarza nadał Władysław Cywiński w 2003 r. Upamiętnił nią góralskiego przewodnika Jędrzeja Marusarza Jarząbka.

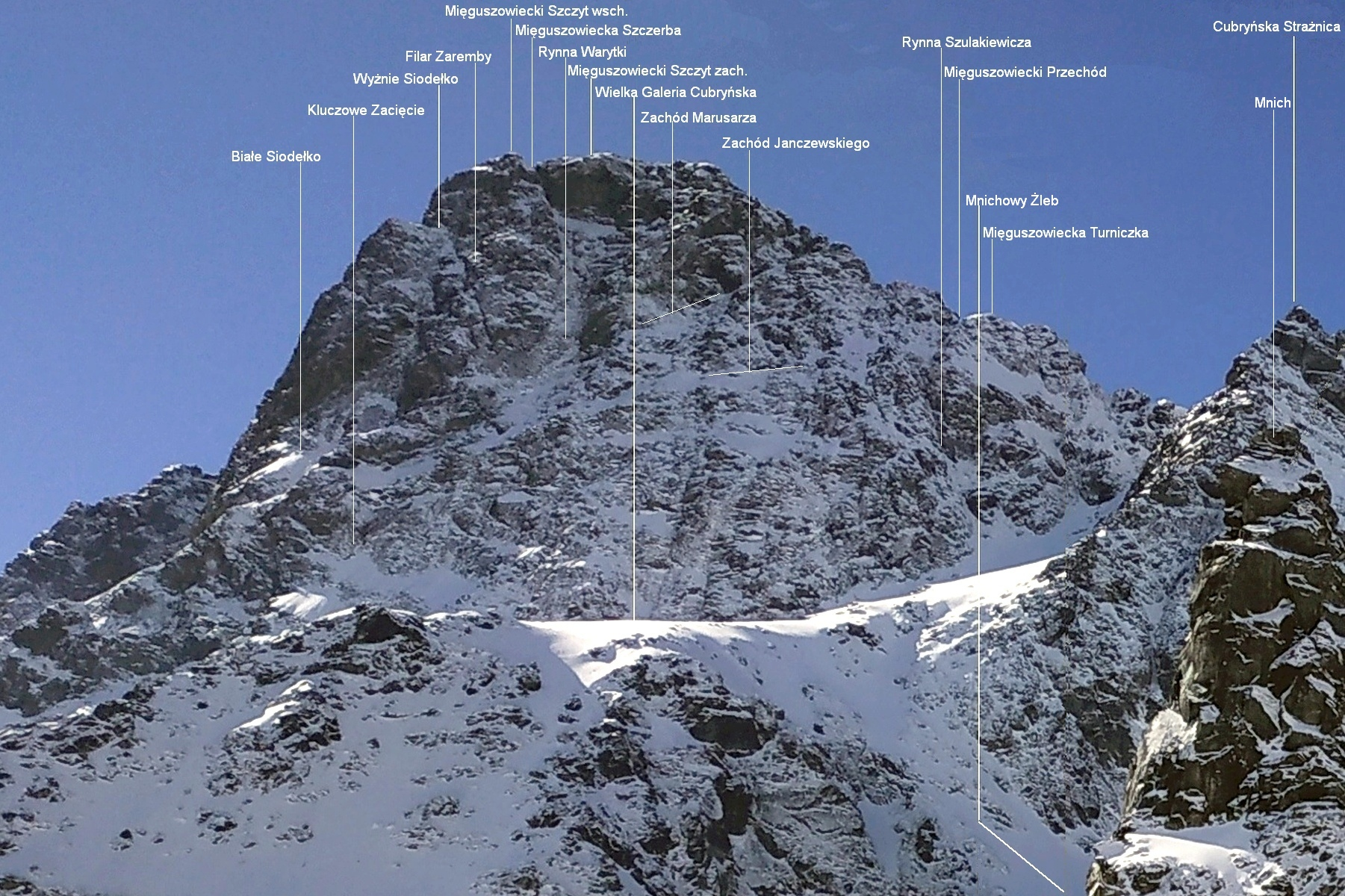